# Église Saint-Barthélemy de Châtelineau
L’église Saint-Barthélemy est un édifice religieux catholique situé à Châtelineau, section de la ville belge de Châtelet dans la province de Hainaut.

## Histoire

### La deuxième église

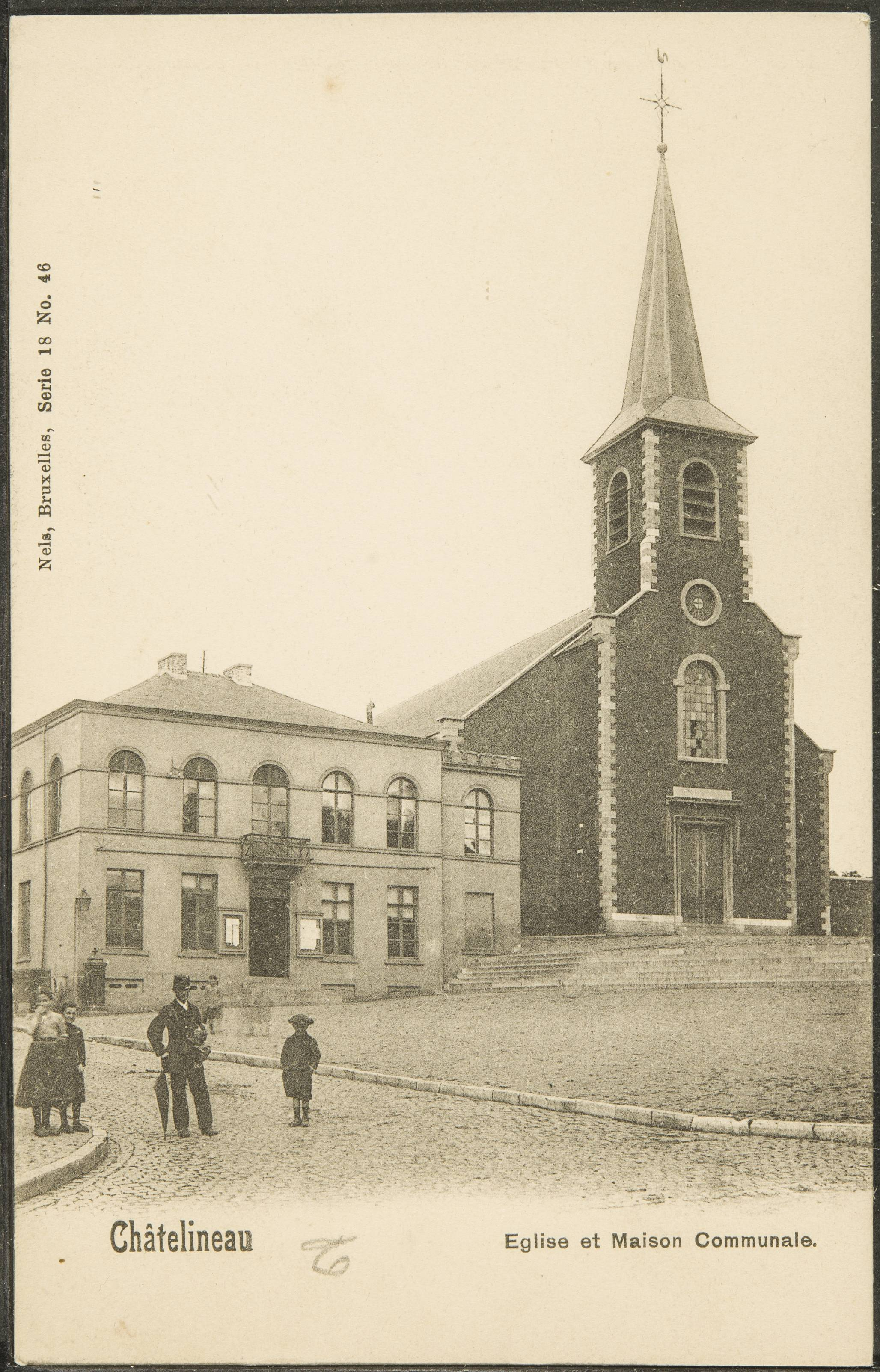
Carte postale illustrant l'ancienne église de 1855.

Le plan de la nouvelle église avait été adopté par les autorités compétentes, le 25 septembre 1854.
Les plans de la nouvelle église furent établis par l'architecte Carlier de Nivelles.
La première pierre de la nouvelle église fut posée le 25 juin 1855 par Louis De Vries, bourgmestre et administrateur de la société des hauts-foureaux, usines et charbonnages, la pierre fut bénie par M. Chevalle, doyen de Châtelet, qui est délégué à cet effet par l'évêque de Tournai. L'église est marquée de cinq croix comme une pierre de l'autel et contient quelques pièces de monnaies au millésime de 1855. La démolition de l'ancienne église, on commencé le 24 octobre de la même année. La dernière messe fut célébrée le même jour par le curé Mélio qui le dimanche suivant, célèbre la première messe dans la nouvelle église dont le chœur est seulement couvert.
L'ancien caveau seigneurial de la vieille église ne contenait que deux cercueils de plomb, de Philippe de Mérode et de son épouse Jeanne de Montmorency. Des ossements et des débris de planches indiquent qu'il s'y était fait de plusieurs inhumations. Les deux cercueils de plomb sont transportés dans le caveau de la nouvelle église. Ils sont placés à côté du monument de la famille de Mérode en face de l'autel de la Sainte-Vierge, dans la même disposition où il se trouvait dans l'ancienne église.

### La troisième église
Les plans de la nouvelle église sont établis par les architectes Jules et Henri Dal en juin 1909.
Le 12 janvier 1911, la première pierre de la nouvelle église est bénie par Charles-Gustave Walravens, évêque de Tournai. L'église fut édifiée par le générosité de Roselie Pirmez,.
En 1928, l'église est restaurée et parachevée par un budget de 86 651 francs.

## Description architecturale
L'église est composée d'une nef de cinq travées qui sont greffés de bas-côtés et un transept saillant. Le chœur est composée de deux travées droites et un chevet semi-circulaire.